# Crescent Love〜月のなみだ〜
「Crescent Love〜月のなみだ〜」（クレッセントラブ つきのなみだ）は、生天目仁美の3枚目のシングル。

## 概要
表題曲「Crescent Love〜月のなみだ〜」は、テレビアニメ『夜明け前より瑠璃色な-Crescent Love-』のエンディングテーマに起用された。c/w曲「今を抱きしめて」は同作の挿入歌に起用された。

## 収録曲
全作詞 - 森由里子
1. Crescent Love〜月のなみだ〜
  - 作曲・編曲 - 岡崎雄二郎
2. 今を抱きしめて
  - 作曲・編曲 - 澤野弘之
3. Crescent Love〜月のなみだ〜（off vocal）
4. 今を抱きしめて（off vocal）